# Бах, Татьяна Яковлевна
Татьяна Яковлевна Бах (17 (29) января 1895, Москва — 21 сентября 1983, там же) — русская и советская артистка оперетты, заслуженная артистка РСФСР (1947).

## Биография
Татьяна Бах родилась в Москве в 1895 году. Получила образование в Елизаветинском институте, а затем в частной балетной школе, где в числе ее преподавателей была балерина Мария д’Арто (Александрова).
Начинала карьеру балериной. В 1913 году стала артисткой оперетты. Работала в московском театре И. С. Зона, позднее в Никитском театре. В том же 1913 году Татьяна Бах начала актерскую карьеру в кино, в знаменитом киноателье Александра Ханжонкова. Ее первая роль — горничная в комедии «Дядюшкина квартира». В этом фильме играл знаменитый Иван Мозжухин. В 1915 году артистка снимается в нескольких картинах: «Драконовский контракт», «Игра судьбы», «Леон Дрей», «Остался с носом, но без зуба», «Первая любовь», «Тени греха», «Юность прекрасная, светлая, чистая».
В 1916 году у Зона впервые в Москве была поставлена оперетта Имре Кальмана «Сильва». В ней артистка исполнила роль Стасси. Некоторое время Т.Бах служила в Большом театре вместе с Григорием Яроном, на многие годы ставшим для нее не только сценическим партнером, но и близким другом.

Григорий Ярон вспоминал о знакомстве с Т.Бах в своей книге «О любимом жанре» (М.: «Искусство», 1960):
«Далеким предком ныне существующего Государственного Московского театра оперетты был хорошо известный старым москвичам Никитский театр, а затем его преемник — театр оперетты на Дмитровке.<…> В 1918 году после затихшего Петрограда Москва выглядела шумной и оживленной. С первого же дня приезда я окунулся в жизнь Никитского театра — это было за неделю до открытия зимнего сезона. Для открытия ставилась оперетта Оскара Штрауса «В вихре вальса». <…> Еще до начала репетиций «В вихре вальса» я предложил Потопчиной вымарать в третьем акте весьма неинтересное трио. Потопчина не согласилась: «Нельзя! Наша молодая актриса, Татьяна Бах, обидится. Вот вы ее завтра увидите — очень талантливая, чудная танцовщица, вообще умница». На другой день я познакомился с моей будущей многолетней партнершей в театре и на эстраде и вскоре убедился, что оценки Потопчиной не преувеличены ни на йоту: Татьяна Бах действительно превосходная опереточная артистка».
В 1924—1927 выступала в театрах оперетты Ленинграда и Харькова, затем вернулась в Москву. В 1927—1957 годах была актрисой Московского театра оперетты.
В 1937 году Татьяна Яковлевна Бах стала первой исполнительницей роли Софьи Михайловны (матери Яринки) в оперетте Бориса Александрова «Свадьба в Малиновке».
Во время Великой Отечественной войны Т.Бах не уехала в эвакуацию вместе с Театром оперетты; она давала концерты в госпиталях и на сборных пунктах. В декабре 1941 года в Москву вернулся Григорий Ярон – художественный руководитель театра. Начались репетиции «Свадьбы в Малиновке», которой столичная оперетта возобновила работу в январе 1942 года.
В августе 1947 года состоялась премьера оперетты «Вольный ветер» Исаака Дунаевского. В ней Бах исполнила роль Клементины Марич (матери Стеллы).
5 ноября 1947 года — присвоено звание Заслуженной артистки РСФСР.
В 1949 году Татьяна Бах стала первой исполнительницей роли Параси Никаноровны в оперетте Юрия Милютина «Трембита».
Похоронена на Даниловском кладбище.

## Семья
Муж — Василий Васильевич Постников (1894—1942), врач-гомеопат.

## Творчество
В молодости Татьяна Бах играла в венских опереттах. В дальнейшем получила известность как исполнительница «каскадных» ролей.

### Роли в театре
- «Свадьба в Малиновке» (Б. А. Александров, 1937) — Софья Михайловна
- «Вольный ветер» (И. О. Дунаевский, 1947) — Клементина Марич
- «Чёрный амулет» (Н. М. Стрельников) — Эллен-Эй
- «Фиалка Монмартра» (И. Кальман) — Нинон
- «Сильва» (И. Кальман) — Сильва
- «Баядера» (И. Кальман) — Мариэтта
- «Цыганская любовь» (Ф. Легар) — Илона
- «Граф Люксембург» (Ф. Легар) — Жюльетта
- «Роз-Мари» (Стотхарт и Фримль) — Ванда
- «Людовик… надцатый» (Ю. С. Сахновский) — Эклер
- «Миллион терзаний» (И. О. Дунаевский) — Шура
- «Холопка» (Н. М. Стрельников) — Виолетта
- «Марица» (И. Кальман) — Марица
- «Трембита» (Ю. С. Милютин) — Парася Никаноровна

### Фильмография
- 1915 — Юность прекрасная, светлая, чистая
- 1915 — Тени греха
- 1915 — Первая любовь — сестра мальчика
- 1915 — Леон Дрей — сестра Леона
- 1915 — Драконовский контракт — Мишка, помощник Антоши